# KR Reykjavik
Le KR (Knattspyrnufélag Reykjavíkur) est un club athlétique islandais basé à Reykjavik. Initialement fondé comme club de football, il est peu à peu devenu omnisports. Parmi ses sections, on trouve le badminton, la lutte, la natation, le handball, le ski, le tennis de table, le basket-ball et les fléchettes. Sa section football détient le record du nombre de titres dans le championnat national (25).

## Palmarès

### Football

#### Hommes
- Landsbankadeild : 27
  - Champion : 1912, 1919, 1926, 1927, 1928, 1929, 1931, 1932, 1934, 1941, 1948, 1949, 1950, 1952, 1955, 1959, 1961, 1963, 1965, 1968, 1999, 2000, 2002, 2003, 2011, 2013, 2019
  - Vice-champion : 1915, 1916, 1917, 1920, 1923, 1930, 1933, 1935, 1936, 1937, 1939, 1943, 1944, 1945, 1946, 1954, 1956, 1958, 1960, 1983, 1990, 1992, 1995, 1996, 1998, 2006, 2009
- Coupe d'Islande de football : 14
  - Vainqueur : 1960, 1961, 1962, 1963, 1964, 1966, 1967, 1994, 1995, 1999, 2008, 2011, 2012, 2014
  - Finaliste : 1968, 1989, 1990, 2006, 2010
- Coupe de la Ligue islandaise de football : 5
  - Vainqueur : 1998, 2001, 2005, 2010, 2012
  - Finaliste : 2004
- Supercoupe d'Islande de football : 5
  - Vainqueur : 1969, 1996, 2003, 2012, 2014
  - Finaliste : 1995, 2004, 2009, 2013, 2015

#### Femmes
- Landsbankadeild : 6
  - 1993, 1997, 1998, 1999, 2002, 2003
- Coupe d'Islande de football féminin : 4
  - 1999, 2002, 2007, 2008

### Basket-ball

#### Hommes

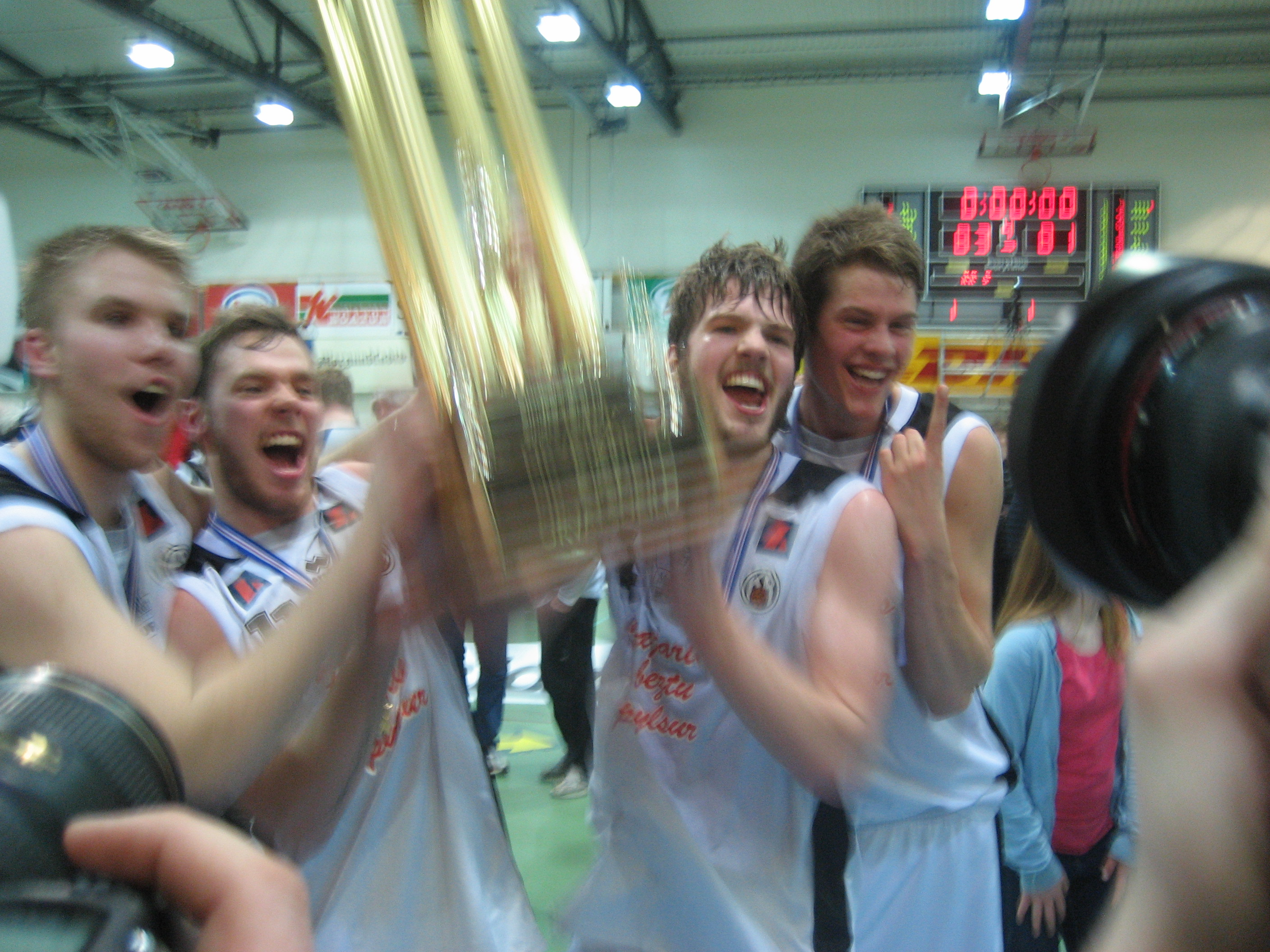
Le KR, champion de basket-ball masculin en 2007

- Championnat d'Islande de basket-ball masculin : 12
  - 1965, 1966, 1967, 1968, 1974, 1978, 1979, 1990, 2000, 2007, 2009, 2011.
- Coupe d'Islande de basket-ball : 12
  - 1966, 1967, 1970, 1971, 1972, 1973, 1974, 1977, 1979, 1984, 1991, 2011.

#### Femmes
- Championnat d'Islande de basket-ball féminin : 14
  - 1961, 1977, 1979, 1980, 1981, 1982, 1983, 1985, 1986, 1987, 1999, 2001, 2002, 2010.
- Coupe d'Islande de basket-ball féminin : 10
  - 1976, 1977, 1982, 1983, 1986, 1987, 1999, 2001, 2002, 2009.
- Fyrirtækjabikar : 1
  - 2001.

### Handball

#### Hommes
- Championnat d'Islande de handball masculin : 1
  - Vainqueur : 1958
- Coupe d'Islande de handball masculin : 1
  - Vainqueur : 1982

#### Femmes
- championnat d'Islande : 2
  - vainqueur en 1955, 1959
- coupe d'Islande : 1
  - vainqueur en 1977